# 拉納克 (新墨西哥州)
拉納克（英語：Lanark）是位於美國新墨西哥州唐娜安娜縣的鬼鎮。

## 歷史
拉納克的郵局於1905年設立，其後於1923年停運。

## 地理
拉納克所處的海拔為高於海平面1270米（即4167英呎），而該地所採用的時區為UTC-7，即北美山地时区（MST）。同時該地設有夏令時間，為UTC-7調快一小時，即UTC-6（MDT）。